# Circuito electoral

Mapa de los circuitos electorales uninominales y plurinominales de la República de Panamá, con los escaños correspondientes a cada uno

La Asamblea Nacional de Panamá está constituida por 71 escaños o curules,asignados a 39 circuitos electorales en la República de Panamá. Los circuitos electorales pueden constituirse por un único distrito o la unión de todos o algunos de los distritos de una provincia o comarca indígena. El distrito de Panamá es la única entidad de segundo nivel constituida por más de un circuito electoral, todos ellos plurinominales y constituidos por la unión de los corregimientos del distrito.
Los circuitos electorales son modificados por la Asamblea Nacional, según los cambios demográficos en la población de cada provincia o comarca indígena. Las leyes electorales establecen que cada circuito electoral debe representar un mínimo de 40 000 habitantes, a excepción de los circuitos de las comarcas indígenas y la provincia de Darién, que pueden constituirse con poca población debido a su gran extensión territorial.

## Generalidades
Los 71 escaños o curules de la Asamblea Nacional son asignados a 26 circuitos uninominales y 13 circuitos plurinominales, representados por dos a siete diputados. Las comarcas indígenas de Naso Tjër Di y Emberá-Wounaan están adscritas, por su escasa población, a los circuitos electorales existentes en Bocas del Toro y Darién, respectivamente. Las comarcas indígenas con nivel de corregimiento, Madugandí y Wargandí, están adscritas a los circuitos electorales de la comarca Guna Yala por sus similitudes culturales y demográficas. 
La provincia de Bocas del Toro es la única entidad de primer nivel constituida por un único circuito, debido a que la mayor parte de la población provincial se concentra en el distrito de Changuinola. Las provincias de Darién, Herrera y Los Santos, además de las comarcas indígenas de Guna Yala y Ngäbe-Buglé, están constituidas únicamente por circuitos uninominales. 
Los distritos de Penonomé, Antón, Aguadulce, Colón, David, Barú, Chitré, San Miguelito, Santiago de Veraguas, Arraiján, Capira y La Chorrera constituyen por sí mismos un circuito electoral, 7 plurinominales y 5 uninominales.  La provincia de Panamá, a excepción del circuito 8-1 (constituido por los distritos de Balboa, Chepo, Chimán y Taboga), está constituida únicamente por distritos plurinominales, que corresponden al distrito de San Miguelito (circuito 8-2) y la unión de algunos corregimientos del distrito de Panamá (circuitos 8-3, 8-4, 8-5 y 8-6). 
Los únicos circuitos plurinominales constituidos por más de un distrito son el circuito 1-1, constituido por todos los distritos de Bocas del Toro y la comarca Naso Tjër Di, y el circuito 4-3, constituido por los distritos de Bugaba y Tierras Altas en la provincia de Chiriquí. Los circuitos con mayor representación son el circuito 8-2 (distrito de San Miguelito), representado por 7 diputados; los circuitos 8-3 y 8-4 (distrito de Panamá), representados por 5 diputados; los circuitos 3-1 (distrito de Colón) y 8-4 (distrito de Panamá), representados por 4 diputados; y los circuitos 4-1 (distrito de David), 8-5 (distrito de Panamá), 13-1 (distrito de Arraiján) y 13-4 (distrito de La Chorrera), representados por 3 diputados.  
Los circuitos electorales plurinominales restantes son representados por 2 diputados: 1-1 (provincia de Bocas del Toro), 2-1 (distrito de Penonomé), 4-3 (distritos de Bugaba y Tierras Altas) y 9-1 (distrito de Santiago). La provincia de Panamá, representada por 25 diputados, está constituida por 6 circuitos; las provincias de Coclé, Veraguas y Panamá Oeste están constituidas por 4 circuitos; la provincia de Herrera y la comarca Ngäbe-Buglé están constituidos por 3 circuitos; la comarca Guna Yala y las provincias de Colón, Darién y Los Santos están constituidas por 2 circuitos. La única provincia constituida por un circuito es Bocas del Toro.   

## Circuitos uninominales
| Circuito electoral | Circuito electoral                           | Circuito electoral          | Circuito electoral  | Circuito electoral | Diputados asignados | Diputados asignados | Diputados asignados                         |
| N.º                | Provincia o comarca indígena                 | Distritos                   | Población distrital | Población total    | Nombre              | Partido político    | Partido político                            |
| ------------------ | -------------------------------------------- | --------------------------- | ------------------- | ------------------ | ------------------- | ------------------- | ------------------------------------------- |
| 2-2                | Provincia de Coclé                           | Antón                       | 59 194              | 59 194             | Orlando Carrasquila |                     | Cambio Democrático                          |
| 2-3                | Provincia de Coclé                           | La Pintada                  | 29 698              | 55 739             | Dana Castañeda      |                     | Realizando Metas                            |
| 2-3                | Provincia de Coclé                           | Natá                        | 19 741              | 55 739             | Dana Castañeda      |                     | Realizando Metas                            |
| 2-3                | Provincia de Coclé                           | Olá                         | 6 300               | 55 739             | Dana Castañeda      |                     | Realizando Metas                            |
| 2-4                | Provincia de Coclé                           | Aguadulce                   | 49 005              | 49 005             | Jorge Herrera       |                     | Partido Panameñista                         |
| 3-2                | Provincia de Colón                           | Chagres                     | 10 968              | 41 234             | Nelson Jackson      |                     | Realizando Metas                            |
| 3-2                | Provincia de Colón                           | Donoso                      | 12 274              | 41 234             | Nelson Jackson      |                     | Realizando Metas                            |
| 3-2                | Provincia de Colón                           | Omar Torrijos Herrera       | 3 561               | 41 234             | Nelson Jackson      |                     | Realizando Metas                            |
| 3-2                | Provincia de Colón                           | Portobelo                   | 10 320              | 41 234             | Nelson Jackson      |                     | Realizando Metas                            |
| 3-2                | Provincia de Colón                           | Santa Isabel                | 4 111               | 41 234             | Nelson Jackson      |                     | Realizando Metas                            |
| 4-2                | Provincia de Chiriquí                        | Barú                        | 56 307              | 56 307             | Osman Gómez         |                     | Partido Alianza                             |
| 4-4                | Provincia de Chiriquí                        | Alanje                      | 18 877              | 62 307             | Medin Jiménez       |                     | Partido Panameñista                         |
| 4-4                | Provincia de Chiriquí                        | Boquerón                    | 21 001              | 62 307             | Medin Jiménez       |                     | Partido Panameñista                         |
| 4-4                | Provincia de Chiriquí                        | Renacimiento                | 22 429              | 62 307             | Medin Jiménez       |                     | Partido Panameñista                         |
| 4-5                | Provincia de Chiriquí                        | Boquete                     | 23 562              | 71 071             | Jhonathan Vega      |                     | Libre postulación                           |
| 4-5                | Provincia de Chiriquí                        | Dolega                      | 37 678              | 71 071             | Jhonathan Vega      |                     | Libre postulación                           |
| 4-5                | Provincia de Chiriquí                        | Gualaca                     | 9 831               | 71 071             | Jhonathan Vega      |                     | Libre postulación                           |
| 4-6                | Provincia de Chiriquí                        | Remedios                    | 4 388               | 32 493             | Eliécer Castrellón  |                     | Partido Popular                             |
| 4-6                | Provincia de Chiriquí                        | San Félix                   | 6 881               | 32 493             | Eliécer Castrellón  |                     | Partido Popular                             |
| 4-6                | Provincia de Chiriquí                        | San Lorenzo                 | 8 031               | 32 493             | Eliécer Castrellón  |                     | Partido Popular                             |
| 4-6                | Provincia de Chiriquí                        | Tolé                        | 13 193              | 32 493             | Eliécer Castrellón  |                     | Partido Popular                             |
| 5-1                | Provincia de Darién y Comarca Emberá-Wounaan | Chepigana                   | 12 983              | 35 523             | Isaac Mosquera      |                     | Movimiento Liberal Republicano Nacionalista |
| 5-1                | Provincia de Darién y Comarca Emberá-Wounaan | Sambú                       | 2 811               | 35 523             | Isaac Mosquera      |                     | Movimiento Liberal Republicano Nacionalista |
| 5-1                | Provincia de Darién y Comarca Emberá-Wounaan | Santa Fe                    | 19 729              | 35 523             | Isaac Mosquera      |                     | Movimiento Liberal Republicano Nacionalista |
| 5-2                | Provincia de Darién y Comarca Emberá-Wounaan | Cémaco                      | 9 547               | 28 289             | Jaime Vargas        |                     | Partido Revolucionario Democrático          |
| 5-2                | Provincia de Darién y Comarca Emberá-Wounaan | Pinogana                    | 18 742              | 28 289             | Jaime Vargas        |                     | Partido Revolucionario Democrático          |
| 6-1                | Provincia de Herrera                         | Chitré                      | 60 957              | 60 957             | Manuel Cohen        |                     | Cambio Democrático                          |
| 6-2                | Provincia de Herrera                         | Los Pozos                   | 6 928               | 29 632             | José Luis Varela    |                     | Partido Panameñista                         |
| 6-2                | Provincia de Herrera                         | Parita                      | 9 695               | 29 632             | José Luis Varela    |                     | Partido Panameñista                         |
| 6-2                | Provincia de Herrera                         | Pesé                        | 13 009              | 29 632             | José Luis Varela    |                     | Partido Panameñista                         |
| 6-3                | Provincia de Herrera                         | Las Minas                   | 6 642               | 31 482             | Marcos Castillero   |                     | Partido Revolucionario Democrático          |
| 6-3                | Provincia de Herrera                         | Ocú                         | 16 116              | 31 482             | Marcos Castillero   |                     | Partido Revolucionario Democrático          |
| 6-3                | Provincia de Herrera                         | Santa María                 | 8 724               | 31 482             | Marcos Castillero   |                     | Partido Revolucionario Democrático          |
| 7-1                | Provincia de Los Santos                      | Guararé                     | 12 107              | 50 514             | Carlos "Tito" Afú   |                     | Cambio Democrático                          |
| 7-1                | Provincia de Los Santos                      | Las Tablas                  | 30 440              | 50 514             | Carlos "Tito" Afú   |                     | Cambio Democrático                          |
| 7-1                | Provincia de Los Santos                      | Pedasí                      | 4 942               | 50 514             | Carlos "Tito" Afú   |                     | Cambio Democrático                          |
| 7-1                | Provincia de Los Santos                      | Pocrí                       | 3 025               | 50 514             | Carlos "Tito" Afú   |                     | Cambio Democrático                          |
| 7-2                | Provincia de Los Santos                      | Los Santos                  | 30 028              | 47 952             | Ronald De Gracia    |                     | Realizando Metas                            |
| 7-2                | Provincia de Los Santos                      | Macaracas                   | 8 965               | 47 952             | Ronald De Gracia    |                     | Realizando Metas                            |
| 7-2                | Provincia de Los Santos                      | Tonosí                      | 8 959               | 47 952             | Ronald De Gracia    |                     | Realizando Metas                            |
| 8-1                | Provincia de Panamá                          | Balboa                      | 1 989               | 64 161             | Joan Guevara        |                     | Partido Alianza                             |
| 8-1                | Provincia de Panamá                          | Chepo                       | 57 941              | 64 161             | Joan Guevara        |                     | Partido Alianza                             |
| 8-1                | Provincia de Panamá                          | Chimán                      | 3 142               | 64 161             | Joan Guevara        |                     | Partido Alianza                             |
| 8-1                | Provincia de Panamá                          | Taboga                      | 1 089               | 64 161             | Joan Guevara        |                     | Partido Alianza                             |
| 9-2                | Provincia de Veraguas                        | La Mesa                     | 12 238              | 58 553             | Tomás Benavides     |                     | Realizando Metas                            |
| 9-2                | Provincia de Veraguas                        | Las Palmas                  | 18 071              | 58 553             | Tomás Benavides     |                     | Realizando Metas                            |
| 9-2                | Provincia de Veraguas                        | Soná                        | 28 244              | 58 553             | Tomás Benavides     |                     | Realizando Metas                            |
| 9-3                | Provincia de Veraguas                        | Calobre                     | 11 666              | 56 729             | Francisco Brea      |                     | Partido Panameñista                         |
| 9-3                | Provincia de Veraguas                        | Cañazas                     | 16 933              | 56 729             | Francisco Brea      |                     | Partido Panameñista                         |
| 9-3                | Provincia de Veraguas                        | San Francisco               | 10 107              | 56 729             | Francisco Brea      |                     | Partido Panameñista                         |
| 9-3                | Provincia de Veraguas                        | Santa Fe                    | 18 023              | 56 729             | Francisco Brea      |                     | Partido Panameñista                         |
| 9-4                | Provincia de Veraguas                        | Atalaya                     | 17 507              | 34 904             | Didiano Pinilla     |                     | Cambio Democrático                          |
| 9-4                | Provincia de Veraguas                        | Mariato                     | 5 791               | 34 904             | Didiano Pinilla     |                     | Cambio Democrático                          |
| 9-4                | Provincia de Veraguas                        | Montijo                     | 6 784               | 34 904             | Didiano Pinilla     |                     | Cambio Democrático                          |
| 9-4                | Provincia de Veraguas                        | Río de Jesús                | 4 822               | 34 904             | Didiano Pinilla     |                     | Cambio Democrático                          |
| 10-1               | Comarca Guna Yala                            | Ailigandí                   | 10 911              | 31 512             | Flor Brenes         |                     | Partido Revolucionario Democrático          |
| 10-1               | Comarca Guna Yala                            | Madugandí                   | 7 647               | 31 512             | Flor Brenes         |                     | Partido Revolucionario Democrático          |
| 10-1               | Comarca Guna Yala                            | Narganá                     | 12 954              | 31 512             | Flor Brenes         |                     | Partido Revolucionario Democrático          |
| 10-2               | Comarca Guna Yala                            | Ailigandí                   | 10 911              | 21 843             | Arquesio Arias      |                     | Partido Revolucionario Democrático          |
| 10-2               | Comarca Guna Yala                            | Puerto Obaldía              | 611                 | 21 843             | Arquesio Arias      |                     | Partido Revolucionario Democrático          |
| 10-2               | Comarca Guna Yala                            | Tubualá                     | 7 540               | 21 843             | Arquesio Arias      |                     | Partido Revolucionario Democrático          |
| 10-2               | Comarca Guna Yala                            | Wargandí                    | 2 781               | 21 843             | Arquesio Arias      |                     | Partido Revolucionario Democrático          |
| 12-1               | Comarca Ngäbe-Buglé                          | Kankintú                    | 19 751              | 73 316             | Roberto Archibold   |                     | Partido Panameñista                         |
| 12-1               | Comarca Ngäbe-Buglé                          | Kusapín                     | 17 047              | 73 316             | Roberto Archibold   |                     | Partido Panameñista                         |
| 12-1               | Comarca Ngäbe-Buglé                          | Jirondai                    | 25 804              | 73 316             | Roberto Archibold   |                     | Partido Panameñista                         |
| 12-1               | Comarca Ngäbe-Buglé                          | Santa Catalina o Calovébora | 10 714              | 73 316             | Roberto Archibold   |                     | Partido Panameñista                         |
| 12-2               | Comarca Ngäbe-Buglé                          | Besikó                      | 31 422              | 73 931             | Nixon Andrade       |                     | Partido Revolucionario Democrático          |
| 12-2               | Comarca Ngäbe-Buglé                          | Mironó                      | 21 800              | 73 931             | Nixon Andrade       |                     | Partido Revolucionario Democrático          |
| 12-2               | Comarca Ngäbe-Buglé                          | Nole Duima                  | 20 709              | 73 931             | Nixon Andrade       |                     | Partido Revolucionario Democrático          |
| 12-3               | Comarca Ngäbe-Buglé                          | Müna                        | 47 200              | 64 837             | Gertrudis Rodríguez |                     | Cambio Democrático                          |
| 12-3               | Comarca Ngäbe-Buglé                          | Ñürüm                       | 17 637              | 64 837             | Gertrudis Rodríguez |                     | Cambio Democrático                          |
| 13-2               | Provincia de Panamá Oeste                    | Capira                      | 45 629              | 45 629             | Eduardo Vásquez     |                     | Cambio Democrático                          |
| 13-3               | Provincia de Panamá Oeste                    | Chame                       | 28 535              | 50 736             | Edwin Vergara       |                     | Partido Panameñista                         |
| 13-3               | Provincia de Panamá Oeste                    | San Carlos                  | 22 201              | 50 736             | Edwin Vergara       |                     | Partido Panameñista                         |

## Circuitos plurinominales
| Circuito electoral | Circuito electoral                                 | Circuito electoral   | Circuito electoral  | Circuito electoral | Diputados asignados |
| N.º                | Provincia o comarca indígena                       | Distritos            | Población distrital | Población total    | Diputados asignados |
| ------------------ | -------------------------------------------------- | -------------------- | ------------------- | ------------------ | --- |
| 1-1                | Provincia de Bocas del Toro y Comarca Naso Tjër Di | Almirante            | 28 368              | 159 228            | 1. Yesica Romero (CD) 2. Benicio Robinson (PRD) |
| 1-1                | Provincia de Bocas del Toro y Comarca Naso Tjër Di | Bocas del Toro       | 17 274              | 159 228            | 1. Yesica Romero (CD) 2. Benicio Robinson (PRD) |
| 1-1                | Provincia de Bocas del Toro y Comarca Naso Tjër Di | Comarca Naso Tjër Di | 101 091             | 159 228            | 1. Yesica Romero (CD) 2. Benicio Robinson (PRD) |
| 1-1                | Provincia de Bocas del Toro y Comarca Naso Tjër Di | Changuinola          | 101 091             | 159 228            | 1. Yesica Romero (CD) 2. Benicio Robinson (PRD) |
| 1-1                | Provincia de Bocas del Toro y Comarca Naso Tjër Di | Chiriquí Grande      | 12 495              | 159 228            | 1. Yesica Romero (CD) 2. Benicio Robinson (PRD) |
| 2-1                | Provincia de Coclé                                 | Penonomé             | 104 326             | 104 326            | 1. Julio De La Guardia (CD) 2. Néstor Guardia (PRD) |
| 3-1                | Provincia de Colón                                 | Colón                | 240 722             | 240 722            | 1. Víctor De Jesús Castillo (RM) 2. Yamireliz Chong (LP) 3. Jairo Salazar (PRD) 4. Rogelio Revello (RM)                                                                |
| 4-1                | Provincia de Chiriquí                              | David                | 156 498             | 156 498            | 1. Augusto Palacios (LP) 2. Carlos Saldaña (LP) 3. Jamis Acosta (RM)                                                                                                   |
| 4-3                | Provincia de Chiriquí                              | Bugaba               | 68 870              | 92 395             | 1. Ricardo Vigil (PAN) 2. Ariana Coba (PAN) |
| 4-3                | Provincia de Chiriquí                              | Tierras Altas        | 23 525              | 92 395             | 1. Ricardo Vigil (PAN) 2. Ariana Coba (PAN) |
| 8-2                | Provincia de Panamá                                | San Miguelito        | 280 777             | 280 777            | 1. Eduardo Gaitán (LP) 2. Luis Duke (LP) 3. Alexandra Brenes (LP) 4. Luis Eduardo Camacho (RM) 5. Raúl Pineda (PRD) 6. Yarelis Rodríguez (LP) 7. Luis Omar Ortega (RM) |
| 8-3                | Provincia de Panamá                                | Panamá               | 201 146             | 201 146            | 1. Walkiria Chandler (LP) 2. Crispiano Adames (PRD) 3. Sergio Gálvez (RM) 4. José Pérez Barboni (MOCA) 5. Paulette Thomas (LP)                                         |
| 8-4                | Provincia de Panamá                                | Panamá               | 238 656             | 238 656            | 1. Roberto Zúñiga (LP) 2. Ernesto Cedeño (MOCA) 3. Javier Sucre (PRD) 4. Jorge Bloise (LP) 5. Grace Hernández (MOCA)                                                   |
| 8-5                | Provincia de Panamá                                | Panamá               | 242 191             | 242 191            | 1. Neftali Zamora (LP) 2. Jorge González (LP) 3. Ariel Vallarino (RM)                                                                                                  |
| 8-6                | Provincia de Panamá                                | Panamá               | 404 997             | 404 997            | 1. Betserai Richards (LP) 2. Alaín Cedeño (RM) 3. Manuel Samaniego (LP) 4. Raphael Buchanan (PRD)                                                                      |
| 9-1                | Provincia de Veraguas                              | Santiago             | 109 605             | 109 605            | 1. Janine Prado (LP) 2. Miguel Ángel Campos (LP) |
| 13-1               | Provincia de Panamá Oeste                          | Arraiján             | 299 079             | 299 079            | 1. Lenin Ulate (LP) 2. Shirley Castañeda (RM) 3. Manuel Cheng (LP) |
| 13-4               | Provincia de Panamá Oeste                          | La Chorrera          | 258 221             | 258 221            | 1. Yuzaida Marín (RM) 2. Lilia Batista (RM) 3. Patsy Lee (PP) |